# بوب هاربر (منتج أفلام)
بوب هاربر (بالإنجليزية: Bob Harper)‏ هو منتج أفلام أمريكي، ولد في 24 مارس 1955 في واشنطن العاصمة في الولايات المتحدة.

## وصلات خارجية
- بوب هاربر على موقع IMDb (الإنجليزية)
- بوب هاربر على موقع قاعدة بيانات الفيلم (الإنجليزية)